# Cronce

Cronce este o comună în departamentul Haute-Loire, Franța. În 2009 avea o populație de 79 de locuitori.